# 유전 (석유)

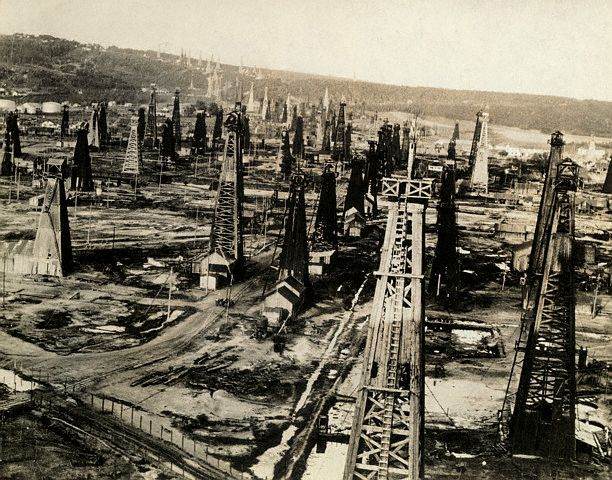
루마니아의 모레니 유전

유전(油田, 영어: oil field, 기름밭)은 석유가 나는 곳이다.

## 개요
대부분 원유는 크게는 수백 킬로미터가 넘는 넓은 범위에 걸쳐 매장되어 있기 때문에 대량의 채유를 위해서는 다수의 유전 지역 곳곳에 다수의 유정 건설이 필요하다. 더불어 유전 지대의 주변부에는 탐사를 위한 시추정, 캐낸 석유를 운반하기 위한 송유관, 그리고 이에 따른 부속 시설등도 필요하다. 유전지대는 인구 밀집 지역에서 멀리 떨어진 미개발 지역에 존재하는 경우가 있는데 이 경우 유전 시설의 경우 자급 자족이 가능한 작은 도시와 같은 형태를 띠게 된다.
전 세계적으로는 해저 유전을 포함해 약 40,000여 개 이상의 유전이 존재한다. 현존하는 최대 규모의 유전은 사우디 아라비아에 있는 가와르 유전과 쿠웨이트의 부르간 유전으로 600억 배럴 이상으로 추정되는 원유 매장량을 갖고 있다. 그러나 대부분의 유전의 규모는 이보다 훨씬 작다.

## 같이 보기
- 유정
- 탄전